# الیگانی اسپرینگ (ویرجینیا)
الیگانی اسپرینگ، ویرجینیا (به انگلیسی: Alleghany Springs, Virginia) یک منطقهٔ مسکونی در ایالات متحده آمریکا است که در ویرجینیا واقع شده‌است.

## خصوصیات
الیگانی اسپرینگ ۴۲۶٫۱۲ متر بالاتر از سطح دریا واقع شده‌است.